# Cyperus difformis
Répartition géographique
Espèce
Synonymes
- Cyperus difformis var. breviglobosus Kük.[1]
- Cyperus goeringii Steud.[1]
- Cyperus holoschoenoides Jan ex Schult.[1]
- Cyperus lateriflorus Torr.[1]
- Cyperus oryzetorum Steud.[1]
- Cyperus protractus Link[1]
- Cyperus subrotundus Llanos[1]
- Cyperus viridis Willd. ex Kunth[1]

Cyperus difformis est une espèce de plantes de la famille des Cyperaceae et du genre Cyperus.

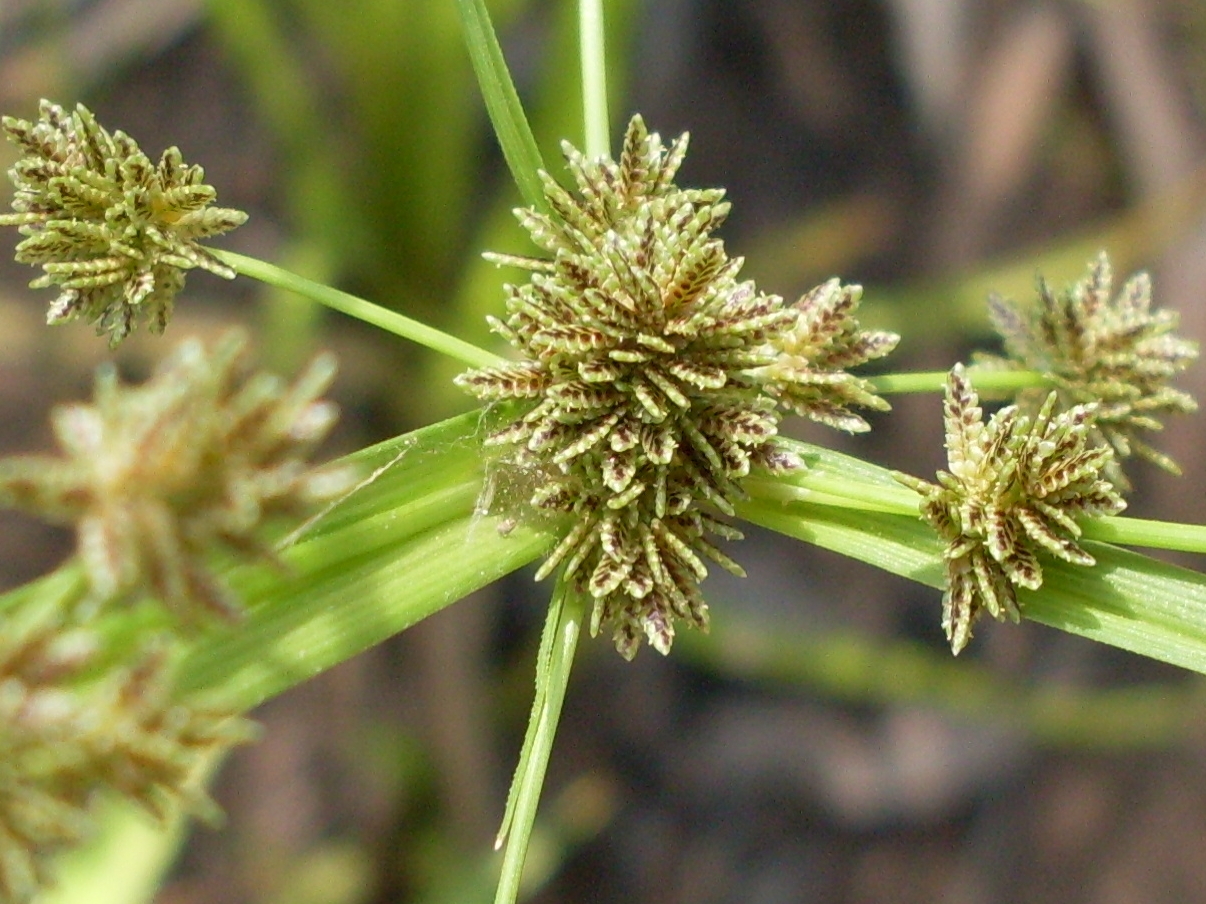
Cyperus difformis (Australie).

## Liste des variétés
Selon Tropicos (13 juillet 2019) (Attention liste brute contenant possiblement des synonymes) :
- variété Cyperus difformis var. breviglobosus Kük.
- variété Cyperus difformis var. subdecompositus Kük.